# ناحیه هورن
ناحیه هورن (به آلمانی: Horn District) یک ناحیه در اتریش است که در نیدراسترایش واقع شده‌است. ناحیه هورن ۳۲٬۴۰۰ نفر جمعیت دارد.